# Chirita minutimaculata
Chirita minutimaculata är en tvåhjärtbladig växtart som beskrevs av Ding Fang och Wen Tsai Wang. Chirita minutimaculata ingår i släktet Chirita och familjen Gesneriaceae. Inga underarter finns listade i Catalogue of Life.